# Chaetanthera
Chaetanthera  es un género  de plantas con flores pertenecientes a la familia de las asteráceas. Comprende 132 especies descritas y de estas, solo 48 aceptadas.

## Taxonomía
El género fue descrito por Ruiz & Pav. y publicado en Florae Peruvianae, et Chilensis Prodromus 106, pl. 23. 1794. La especie tipo es: Chaetanthera ciliata Ruiz & Pav. 

## Especies aceptadas
A continuación se brinda un listado de las especies del género Chaetanthera aceptadas hasta julio de 2012, ordenadas alfabéticamente. Para cada una se indica el nombre binomial seguido del autor, abreviado según las convenciones y usos.
- Chaetanthera acerosa (Remy) Hauman
- Chaetanthera acheno-hirsuta (Tombesi) Arroyo, A.M.R.Davies & Till-Bottr.
- Chaetanthera apiculata F.Meigen
- Chaetanthera australis Cabrera
- Chaetanthera boliviensis J. Koster
- Chaetanthera brachylepis Phil.
- Chaetanthera chilensis (Willd.) DC.
- Chaetanthera chiquianensis Ferreyra
- Chaetanthera ciliata Ruiz & Pav.
- Chaetanthera cochlearifolia (A.Gray) B.L.Rob.
- Chaetanthera delicatula Phil.
- Chaetanthera dioica B.L.Rob.
- Chaetanthera elegans Phil.
- Chaetanthera eryngioides D.Don
- Chaetanthera euphrasioides (DC.) F.Meigen
- Chaetanthera flabellata D.Don
- Chaetanthera flabellifolia Cabrera
- Chaetanthera glabrata (DC.) F.Meigen
- Chaetanthera glandulosa J.Rémy
- Chaetanthera gnaphalioides I.M.Johnst.
- Chaetanthera incana Poepp. ex Less.
- Chaetanthera kalinae A.M.R.Davies
- Chaetanthera lanata (Phil.) I.M.Johnst.
- Chaetanthera leptocephala Cabrera
- Chaetanthera limbata (D.Don) Less.
- Chaetanthera linearis Poepp. ex Less.
- Chaetanthera lycopodioides (Remy) Cabrera ex Cabrera
- Chaetanthera microphylla (Cass.) Hook. & Arn.
- Chaetanthera minuta (Phil.) Cabrera
- Chaetanthera moenchioides Less.
- Chaetanthera pentacaenoides (Phil.) Hauman
- Chaetanthera perpusilla (Wedd.) Anderb. & S.E.Freire
- Chaetanthera peruviana A.Gray
- Chaetanthera planiseta Cabrera
- Chaetanthera polymalla (Phil.) Hoffm. ex Hicken
- Chaetanthera pulvinata (Phil.) Hauman
- Chaetanthera pusilla (D.Don) Hook. & Arn.
- Chaetanthera renifoli a (Remy) Cabrera
- Chaetanthera revoluta (Phil.) Cabrera
- Chaetanthera serrata Ruiz & Pav.
- Chaetanthera spathulifolia Cabrera
- Chaetanthera sphaeroidalis (Reiche) Hicken
- Chaetanthera splendens B.L.Rob.
- Chaetanthera stuebelii Hieron.
- Chaetanthera tenella Less.
- Chaetanthera valdiviana Phil.
- Chaetanthera villosa Gillies ex D.Don